# Étoile-sur-Rhône
Étoile-sur-Rhône est une commune française située dans le département de la Drôme, en région Auvergne-Rhône-Alpes.
Ses habitants sont dénommés les Étoiliens et Étoiliennes.

## Géographie

### Localisation
La commune d'Étoile-sur-Rhône est située à 13 km au sud du centre-ville de Valence, préfecture du département de la Drôme.

La ville se situe également à 104 km de Grenoble et à 115 km de Lyon.

Étoile est un carrefour le long de la vallée du Rhône et mène, à l'est, vers la vallée de la Drôme (Crest) et le Diois (Die).

### Relief et géologie
Sites particuliers :

### Climat
Pour des articles plus généraux, voir Climat d'Auvergne-Rhône-Alpes et Climat de la Drôme.
En 2010, le climat de la commune est de type climat du Bassin du Sud-Ouest, selon une étude du CNRS s'appuyant sur une série de données couvrant la période 1971-2000. En 2020, Météo-France publie une typologie des climats de la France métropolitaine dans laquelle la commune est dans une zone de transition entre le climat de montagne et le climat méditerranéen et est dans la région climatique Moyenne vallée du Rhône, caractérisée par un bon ensoleillement en été (fraction d’insolation > 60 %), une forte amplitude thermique annuelle (4 à 20 °C), un air sec en toutes saisons, orageux en été, des vents forts (mistral), une pluviométrie élevée en automne (250 à 300 mm).
Pour la période 1971-2000, la température annuelle moyenne est de 12,4 °C, avec une amplitude thermique annuelle de 17,7 °C. Le cumul annuel moyen de précipitations est de 870 mm, avec 7,1 jours de précipitations en janvier et 5,1 jours en juillet. Pour la période 1991-2020, la température moyenne annuelle observée sur la station météorologique installée sur la commune est de 13,5 °C et le cumul annuel moyen de précipitations est de 904,5 mm,. Pour l'avenir, les paramètres climatiques de la commune estimés pour 2050 selon différents scénarios d'émission de gaz à effet de serre sont consultables sur un site dédié publié par Météo-France en novembre 2022.
| Mois                                  | jan.           | fév.            | mars           | avril         | mai           | juin          | jui.          | août           | sep.           | oct.          | nov.            | déc.            | année      |
| ------------------------------------- | -------------- | --------------- | -------------- | ------------- | ------------- | ------------- | ------------- | -------------- | -------------- | ------------- | --------------- | --------------- | ---------- |
| Température minimale moyenne (°C)     | 1,7            | 1,8             | 4,5            | 7,1           | 10,9          | 14,3          | 16,3          | 15,9           | 12,6           | 9,8           | 5,4             | 2,5             | 8,6        |
| Température moyenne (°C)              | 4,9            | 5,9             | 9,6            | 12,6          | 16,5          | 20,4          | 22,7          | 22,4           | 18,3           | 14,2          | 8,8             | 5,5             | 13,5       |
| Température maximale moyenne (°C)     | 8,1            | 9,9             | 14,7           | 18            | 22,1          | 26,5          | 29,2          | 28,9           | 24             | 18,5          | 12,3            | 8,5             | 18,4       |
| Record de froid (°C) date du record   | −13,2 11.01.10 | −10,1 05.02.12  | −10,4 02.03.05 | −4,4 08.04.21 | 2,3 07.05.19  | 6 10.06.1987  | 8,4 18.07.00  | 7,4 30.08.1993 | 2,9 30.09.1995 | −2,7 26.10.03 | −5,9 23.11.1998 | −8,4 30.12.05   | −13,2 2010 |
| Record de chaleur (°C) date du record | 19,5 10.01.15  | 21,8 23.02.1990 | 26 25.03.1994  | 30,2 24.04.07 | 33,6 24.05.09 | 38,9 29.06.19 | 39,3 24.07.19 | 40,8 13.08.03  | 33,9 03.09.05  | 28,8 09.10.23 | 23,2 11.11.1995 | 20,6 18.12.1989 | 40,8 2003  |
| Précipitations (mm)                   | 62,4           | 41,8            | 49,5           | 74,2          | 80,9          | 61,6          | 55,3          | 66,4           | 108,4          | 129,3         | 118,2           | 56,5            | 904,5      |

### Voies de communication et transports
Située dans l'agglomération valentinoise, à proximité de quelques-uns des plus grands réseaux de communication du territoire, la commune d'Étoile-sur-Rhône permet un accès rapide et facile aux grands marchés rhônalpins et du sud-est de l'Europe.
En matière d'infrastructure routière et autoroutière, la commune d'Étoile est à proximité immédiate :
- de la RN 7 et de la RN 86 ;
- de l'A7 (Lyon/Marseille) et de l'A49 (Valence/Grenoble). Étoile est à dix minutes de Valence (13 km), à une heure de Lyon (121 km), à une heure de Grenoble (103 km), à deux heures de Marseille (218 km).

Depuis l'aéroport de Valence-Chabeuil (à 10 min d'Étoile), Lyon-Saint-Exupéry et Marseille Provence sont à 1 h et 1 h 50.

## Urbanisme

### Typologie
Au 1er janvier 2024, Étoile-sur-Rhône est catégorisée bourg rural, selon la nouvelle grille communale de densité à 7 niveaux définie par l'Insee en 2022.
Elle appartient à l'unité urbaine de Valence, une agglomération inter-départementale dont elle est une commune de la banlieue,. Par ailleurs la commune fait partie de l'aire d'attraction de Valence, dont elle est une commune de la couronne,. Cette aire, qui regroupe 71 communes, est catégorisée dans les aires de 200 000 à moins de 700 000 habitants,.

### Occupation des sols
L'occupation des sols de la commune, telle qu'elle ressort de la base de données européenne d’occupation biophysique des sols Corine Land Cover (CLC), est marquée par l'importance des territoires agricoles (82,3 % en 2018), en diminution par rapport à 1990 (86,2 %). La répartition détaillée en 2018 est la suivante : 
terres arables (65,2 %), zones agricoles hétérogènes (11,4 %), cultures permanentes (5,7 %), zones industrielles ou commerciales et réseaux de communication (4,7 %), zones urbanisées (4,3 %), eaux continentales (4,3 %), forêts (3,3 %), mines, décharges et chantiers (1 %). L'évolution de l’occupation des sols de la commune et de ses infrastructures peut être observée sur les différentes représentations cartographiques du territoire : la carte de Cassini (XVIIIe siècle), la carte d'état-major (1820-1866) et les cartes ou photos aériennes de l'IGN pour la période actuelle (1950 à aujourd'hui).

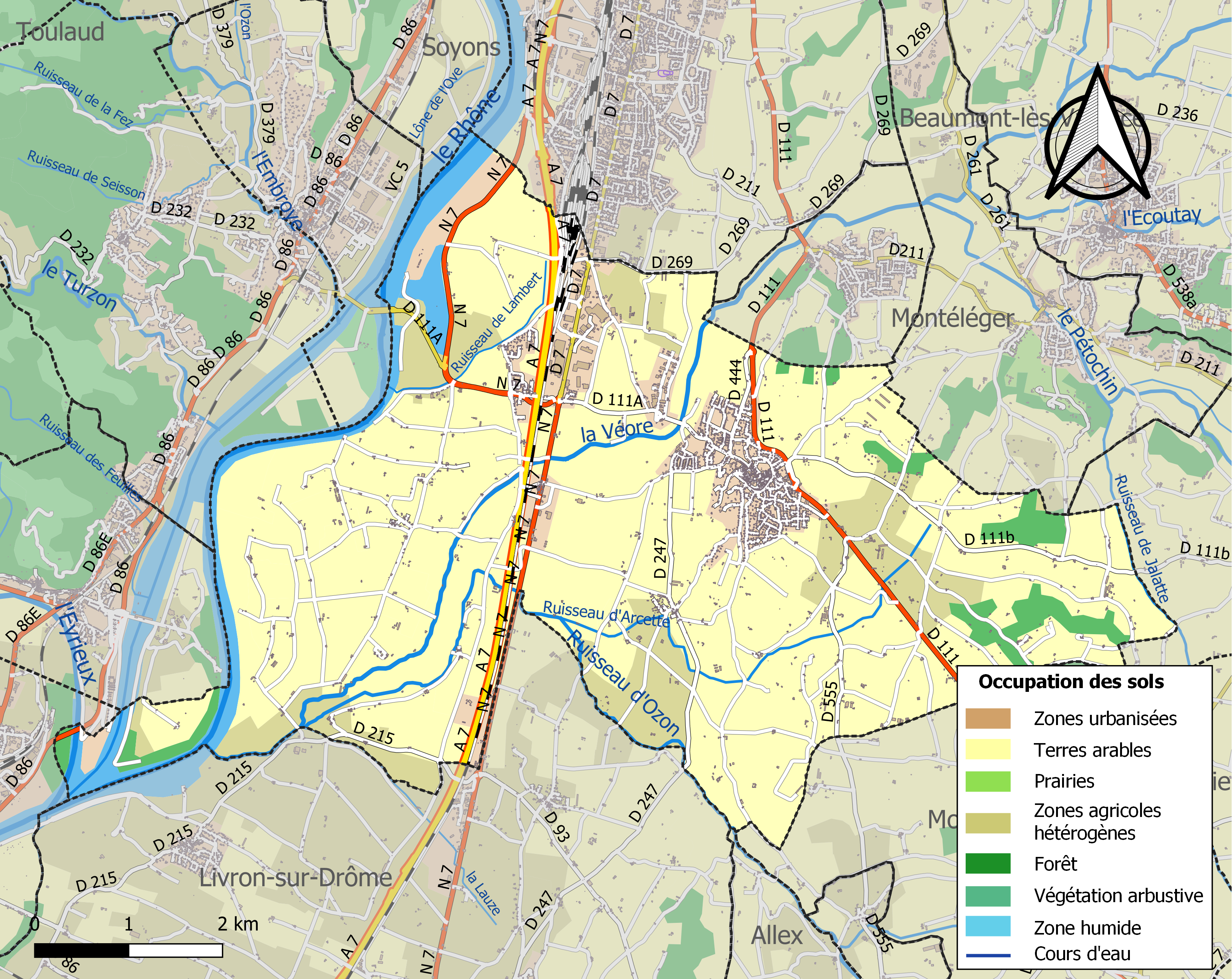
Carte des infrastructures et de l'occupation des sols de la commune en 2018 (CLC).

### Morphologie urbaine

#### Quartiers, hameaux et lieux-dits
Site Géoportail (carte IGN) :
- Arce
- Archilet
- Blachemont
- Bois Barbier
- Bourlion
- Bramort
- Bressac
- Calitati
- Chabaud
- Champfort
- Chapouton
- Charlet
- Châtagnon
- Château de Clavel
- Cholet
- Clavel
- Clavelon
- Controu
- Dorne
- Ferme Proton
- Fontgirard
- Francillon
- Fumat
- Gasquet
- Gaud
- Île Saint-Thomé
- Josserands
- la Bâtonne
- la Bretonne
- la Buissonne
- la Chatagnone
- la Combe
- la Côte
- la Gare
- la Génoise
- la Grande Terre
- l'Alouette
- la Mare
- la Maringasse
- Lançon
- la Paillasse
- la Poulate
- l'Arthaud
- Larzailler
- la Venouille
- le Bois Rond
- le Cerisier
- le Chiez
- le Comte
- le Défendu
- le Grand Moulin
- le Péage
- le Pont du Laud
- le Pottu
- les Bariaux
- les Basseaux
- les Battendons
- les Bauches
- les Bertrands
- les Blaches Rondes
- les Bogros
- les Bois
- les Bois Nord
- les Bois Sud
- les Bosses
- les Chabertes de Fiancey
- les Chassans
- les Chaux
- les Contents
- les Contrats
- les Dames
- les Davids
- les Dilliers
- le Setty
- les Forêts
- les Garets
- les Gourniers
- les Grands Robins
- les Ignes
- les Îles
- les Îles de Champfort
- les Îles du Chiez
- les Néris
- les Oches
- les Péchibrands
- les Pécolets
- les Peilles
- les Planches
- les Queyras
- les Roberts
- les Rouries
- les Routes
- les Vignes
- le Truc
- l'Île du Diable
- l'Ove Blanc
- Maison Gagne
- Mangot
- Marcellas
- Marsauze
- Marson
- Maugras
- Melleret
- Mercier
- Micaud
- Mouchillon
- Moulin de Montagnier
- Mouton
- Mure
- Nazareth
- Paget
- Patrouillat
- Péroton
- Pialoux
- Pizey
- Planselle
- Pont du Maroc
- Pouzol
- Préau
- Précomtal
- Ronchamont
- Rostain
- Sabatières
- Saint-Marcellin
- Salières
- Sartre
- Suze
- Télégraphe Chappe
- Vachon
- Valayer
- Vercors
- Vigeon

Anciens quartiers, hameaux et lieux-dits :
- Allouette est un quartier attesté en 1891. Il était dénommé lous Allouvaus en 1470 (archives de la Drôme, E 1262)[13].

## Toponymie

### Attestations
Dictionnaire topographique du département de la Drôme :
- 1157 : castrum de Stella (Gall. christ., XVI, 104).
- 1258 : burgum Stelle (inventaire des dauphins, 74).
- 1345 : Tellane (archives de la Drôme, E 461).
- 1391 : Estelle (choix de documents, 214).
- XIVe siècle : mention de la paroisse : capella de Stella (pouillé de Valence).
- 1421 : Estoille (Duchesne, Comtes de Valentinois, 6).
- 1503 : l'Estoile (Bull. hist. ecclés., III, 136).
- 1520 : Estoyle (rôles de tailles).
- 1523 : Esteulle (de Coston, Hist. de Montélimar, II, 150).
- 1540 : mention de la paroisse : cura Stelle (rôle de décimes).
- 1549 : mention de la paroisse : cura Estelle (rôle de décimes).
- 1563 : Estoelle (archives de la Drôme, E 3338).
- 1564 : l'Estoille (lettres de Catherine de Médicis, II, 224).
- 1645 : mention de la paroisse Notre-Dame : N.-D. d'Etoile (archives de la Drôme, B 129).
- 1891 : Etoile, commune du canton de Valence.

(non daté)[réf. nécessaire] : Étoile-sur-Rhône.

### Étymologie
Le nom de la localité est attesté sous la forme latine Stella en 1157. Outre le sens « étoile », Ernest Nègre lui donne le sens géographique de « rond-point », autrement dit de « carrefour ». Il sera francisé par la suite en Étoile.

## Histoire

### Préhistoire
Étoile est un carrefour naturel entre le nord, le sud et l'est. Il constitue aussi un poste de surveillance idéal de la vallée du Rhône.
Le Néolithique moyen est représenté uniquement par trois fragments de silex (deux lamelles et une esquille) extraits du sédiment de surface d'un empierrement. La présence de ces éléments pose un problème d'attribution chronologique de l'empierrement. Est-ce un vestige du Néolithique moyen isolé dans un contexte d'occupation du Bronze ancien ? Ces éclats de silex sont-ils en position secondaire à la surface d'une structure du Bronze ancien ? Il est difficile de trancher. On peut simplement déduire que l'existence de vestiges du Néolithique moyen sur ce secteur reste une probabilité très faible.
Le Bronze ancien est une période en revanche bien attestée (présence importante de mobilier céramique, plusieurs structures de types fosses et empierrements (foyers à pierres chauffées). On note la présence de vases à double cordon digité, des anses larges et des fragments de tasses à carènes et anses. Ce lot est comparable aux corpus des céramiques des sites des grottes du défilé de Donzère (Vital, 1990), des Croisières à Guilherand-Granges (Néré, 2012), de la ZAC du Bouquet à Montélimar (Cordier, 2013), de la ZAC de la Motte à Valence (Néré, in Réthoré, Ronco, 2013) et du plateau de Lautagne à Valence (Néré, in Réthoré, 2011 et 2012, et Ferber, 2010). La densité des vestiges observés et le type de céramique (domestique) permettent d'envisager l'existence d'un site d'habitat au Bronze ancien.
La période suivante, le Bronze final, plus précisément le Bronze final IIa, est représenté par six ensembles fossoyés (fosses). Cette période apparaît beaucoup plus discrète que la précédente. Le mobilier céramique retrouvé dans les différentes fosses constitue un lot très cohérent. Son niveau de conservation est exceptionnel. Ce mobilier s'apparente à celui des sites de la grotte de La Balme à Donzère (Vital, 1990), de Laprade à Lamotte-du-Rhône (Billaud, 2002) ou encore de la ZAC du Bouquet à Montélimar (Cordier, 2013). À proximité des zones de diagnostic, des occupations ou des vestiges du Bronze final sont attestées également sur les sites proches de La Lauze à Livron-sur-Drôme (Vicard, 2008), du Clos Chauvin à Loriol-sur-Drôme (Cordier, 2012) et plus au nord sur la ZAC de la Motte à Valence (Réthoré, Ronco, 2013).

### Protohistoire
Oppidum gaulois.

### Antiquité: les Gallo-romains
Habitat gallo-romain,.
- Deux bornes milliaires (trouvées au hameau de la Paillasse en 1754 et en 1814).
- Nécropole du Bois-Rond (en 1906).
- Sites gallo-romains du Francillon et de Pizey.
- Présomption de site : villa gallo-romaine au lieu-dit les Petits Robins.
- Présomption de site : mutatio Umbenno, relais signalé sur l'itinéraire de Bordeaux à Jérusalem, au hameau des Battendons.

On aurait trouvé les traces d'un camp militaire (fortifié) romain[réf. nécessaire].

### Du Moyen Âge à la Révolution
Au Moyen Âge, le rôle de « sentinelle » d'Étoile se renforce, rôle qu'elle partage avec Livron-sur-Rhône, Savasse et la Garde-Adhémar[réf. nécessaire].
L'établissement à Étoile d'une importante communauté cistercienne contribue grandement à l'attraction culturelle et commerciale d'Étoile[réf. nécessaire].
La seigneurie :
- Terre patrimoniale des comtes de Valentinois. Ils y avaient une de leurs résidences. Une charte de libertés municipales sera accordée aux habitants le 21 février 1244 (Ses habitants sont exemptés d'impôts et de corvée[réf. nécessaire]).
- 1157 : le « haut domaine » est concédé aux évêques de Valence par les empereurs germaniques (L'empereur Frédéric Barberousse donne Étoile en fief à l'évêque de Valence[17]).
- La terre passe aux Dauphins.
- 1419 : elle est léguée au royaume de France par le dernier comte de Valentinois.
- 1454 : la couronne de France l'engage aux Crussol.
- 1485 : la couronne de France la donne aux Poitiers-Saint-Vallier qui s'en intitulent vicomtes.

(Diane de Poitiers (1499/1500-1566), duchesse de Valentinois et maîtresse influente du roi Henri II (1519-1559), y a séjourné fréquemment[réf. nécessaire]).
- 1566 : à la mort de Diane, la terre fait retour à la couronne de France.
- 1643 : engagée aux Ville, derniers seigneurs.

1448 (démographie) : la population d'Étoile se compose de sept ecclésiastiques, trois familles nobles, 35 familles solvables et 111 familles ne payant pas d'impôts.
À la fin du Moyen Âge, Étoile est une cité florissante, qui aurait abrité plus de 5 000 habitants[réf. nécessaire].
La cité semble être restée assez longtemps à l'abri des troubles liés aux guerres des Religions. Toutefois, en 1566 (l'année de la mort de Diane), les huguenots prennent possession du bourg et le conservent pendant deux ans. Ils l'envahissent à nouveau en 1588 mais ne peuvent obtenir la reddition de la garnison retranchée dans le château. Ils repartent après avoir pillé le village[réf. nécessaire].
La cité perd son statut de place forte. Richelieu (1585-1642), qui craint que certains lieux stratégiques du sud-est ne deviennent des poches de résistance huguenote, ordonne la destruction d'un grand nombre de fortifications. Étoile en fait partie et ses murailles sont en partie détruites[réf. nécessaire]. Néanmoins un capitaine châtelain y est toujours affecté : Noble Jean de Benoit en 1670. (Procès, archive privée)[réf. incomplète]
Le passage répété de troupes aurait contribué à l'appauvrissement de la collectivité. Les dragons ont laissé un très mauvais souvenir à la population (vols, saccages, maltraitances)[réf. nécessaire].
1688 (démographie) : 600 familles.
Avant 1790, Étoile était une communauté de l'élection, subdélégation et sénéchaussée de Valence.

Elle formait une paroisse du diocèse de Valence dont l'église, dédiée à la sainte Vierge, et les dîmes appartenaient au prieur du lieu, qui présentait à la cure (voir Saint-Marcellin).

#### Saint-Marcellin
Dictionnaire topographique du département de la Drôme.
- 1179 : ecclesia de Stella (cartulaire de Saint-Chaffre, 33).
- 1400 : prioratus Sancti Marcellini prope Stellam (terrier de Beaumont-lès-Valence).
- 1891 : saint-Marcellin, chapelle et ferme de la commune d'Étoile.

Ancien prieuré de l'ordre de Saint-Benoit (de la dépendance de l'abbaye de Saint-Chaffre-le-Monestier) dont le titulaire était collateur et décimateur dans la paroisse d'Étoile.

### De la Révolution à nos jours
Dès l'été 1789, la communauté s'organise autour du curé Chaix. Ce dernier devient premier échevin. Le colonel Melleret prend la tête de la milice bourgeoise[réf. nécessaire].
Le 29 novembre 1789, se produit un événement d'une grande portée : la fête de la Fédération qui regroupe les 17 communes des régions de Valence et de La Voulte-sur-Rhône (une autre aura lieu le 13 décembre à Montélimar). C'est le point de départ d'un mouvement qui aboutira à la constitution d'une véritable armée patriotique nationale, comme l'a expliqué Michelet dans sa célèbre Histoire de la Révolution française[réf. nécessaire].
En 1790, Étoile devient le chef-lieu d'un canton du district de Valence, comprenant les municipalités de Beaumont-lès-Vaience, Étoile, Fiancey, Montéléger, Montmeyran, Upie et la Vache. La réorganisation de l'an VIII (1799-1800) en fait une simple commune du canton de Valence.
1790 (démographie) : 546 chefs de famille.
Le 29 juin 1854, la Compagnie du chemin de fer de Lyon à la Méditerranée (LM) ouvre la ligne de Valence à Avignon et la gare d'Étoile.

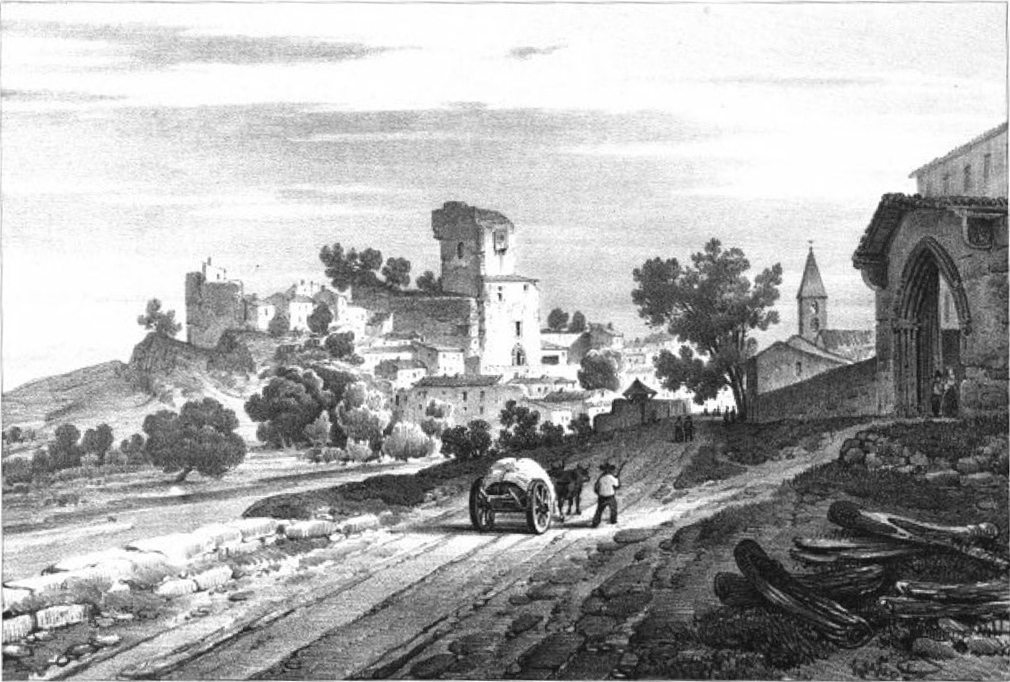
Étoile au XIXe siècle par Alexandre Debelle (1805-1897).
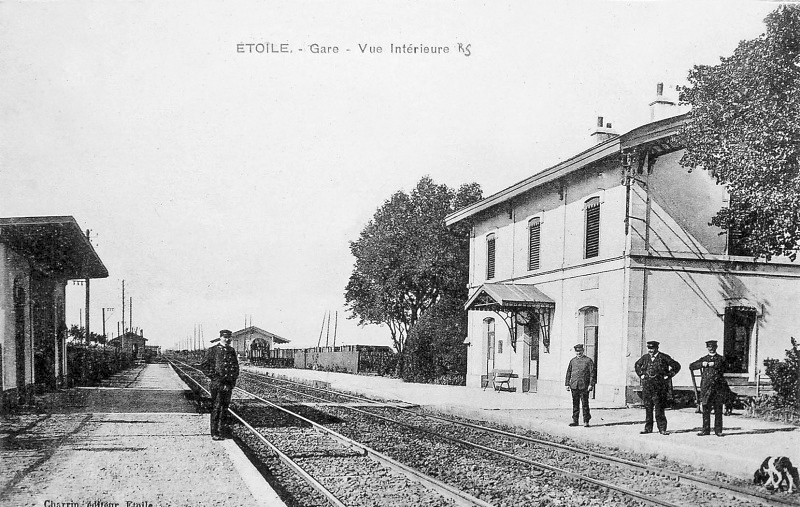
La gare d'Étoile vers 1900.

## Politique et administration

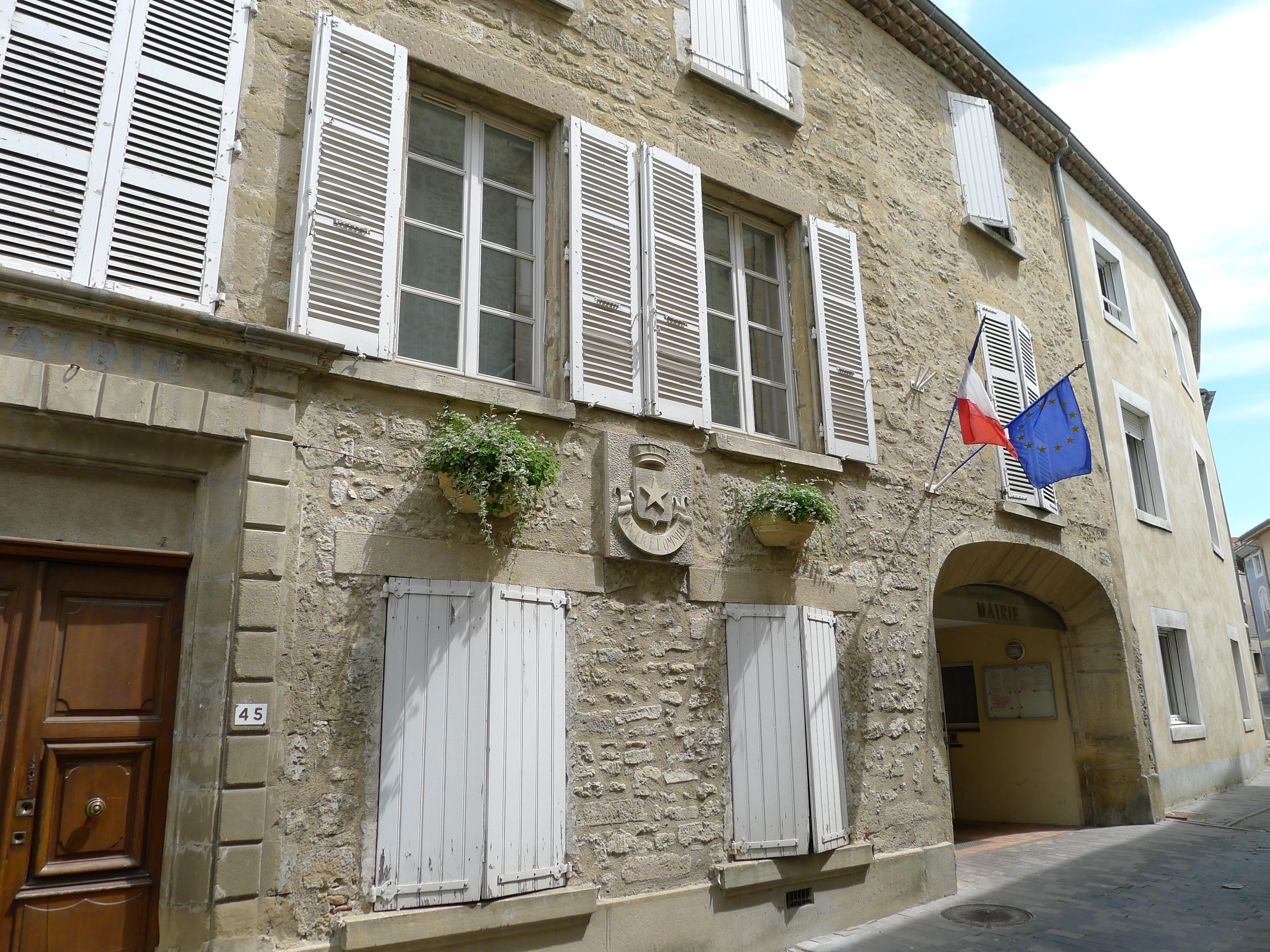
La mairie.

### Administration municipale
À la suite des élections municipales françaises de 2020, le conseil municipal est composé du maire (Françoise Chazal), de 7 adjoints (Yoann Durif, Florence Chareyron, Yves Pernot, Carine Courtial, Christophe Lavigne, Anne-Marie Dubois et Daniel Imbert) et de 21 conseillers municipaux (Jean-Christophe Chastang, Marie Claire Faure, Nathalie Ducros, Odile Mourier, Valérie Leclere, Christiane Péralde, Pierric Paul, Isabelle Leo, Anne Przyzycki, Adrien Chapignac, Christian Bernard, Christian Salendres, Christine Jargeat Goncalves, Dmitri Treuvey, Françoise Delamontagne, Fabrice Giraudeau, Cécile Robin, Alexandre Lapicotiere, Ghislaine Monna et Marcel Datin)

### Liste des maires
| Période                                                                      | Période                       | Identité                              | Étiquette | Qualité                                                                                        |
| ---------------------------------------------------------------------------- | ----------------------------- | ------------------------------------- | --------- | ---------------------------------------------------------------------------------------------- |
| Les données manquantes sont à compléter. : de la Révolution au Second Empire |                               |                                       |           |                                                                                                |
| 1789                                                                         | 1790                          | Charles-François Chaix                |           |                                                                                                |
| 1790                                                                         | 1790                          | Baltazar Morier                       |           |                                                                                                |
| 1790                                                                         | 1791                          | Simon Roux                            |           |                                                                                                |
| 1791                                                                         | 1791                          | Henri Navelle                         |           |                                                                                                |
| 1791                                                                         | 1792                          | Joseph-Pierre Martin                  |           |                                                                                                |
| 1792                                                                         | an II                         | Pierre Margerie                       |           |                                                                                                |
| an II                                                                        | an III                        | Jean-Antoine Sayn                     |           |                                                                                                |
| an III                                                                       | an IV                         | Jacques Desaymar                      |           |                                                                                                |
| an IV                                                                        | 1811                          | Jean-Joseph Bernard                   |           |                                                                                                |
| 1811                                                                         | 1815                          | Pierre-Louis de Montelard             |           |                                                                                                |
| 1815                                                                         | 1830                          | Alexandre Paulin Garnier de Labareyre |           | Officier d'infanterie                                                                          |
| 1830                                                                         | 1842                          | Félix Melleret                        |           |                                                                                                |
| 1842                                                                         | 1848                          | mr. Guimard                           |           |                                                                                                |
| 1848                                                                         | 1850                          | mr. Roux-Montagnère                   |           |                                                                                                |
| 1850                                                                         | 1852                          | mr. Martin                            |           |                                                                                                |
| 1852                                                                         | 1853                          | mr. Sérusclat                         |           |                                                                                                |
| 1853                                                                         | 1857                          | mr. Lonier de Lubac                   |           |                                                                                                |
| 1857                                                                         | 1860                          | mr. Montagnère                        |           |                                                                                                |
| 1860                                                                         | 1871                          | Jean-Pierre Martin                    |           |                                                                                                |
| Les données manquantes sont à compléter. : depuis la fin du Second Empire    |                               |                                       |           |                                                                                                |
| 1871                                                                         | 1876                          | mr. Revol                             |           |                                                                                                |
| 1876 (élect. partielle ?)                                                    | 1880                          | Jacques François Vial                 |           |                                                                                                |
| 1881 (élect. partielle ?)                                                    | 1886                          | Eugène Combier                        |           |                                                                                                |
| 1886 (élect. partielle ?)                                                    | 1895                          | Alphonse Sausse                       |           |                                                                                                |
| 1895 (élect. partielle ?)                                                    | 1896                          | Maurice Latune                        |           |                                                                                                |
| 1896                                                                         | 1896                          | Auguste Montagnère                    |           |                                                                                                |
| 1896 (élect. partielle ?)                                                    | 1904                          | Jules Faure                           |           |                                                                                                |
| 1904                                                                         | 1944                          | Jules Bellier                         |           |                                                                                                |
| 1944 (élect. partielle ?)                                                    | 1947                          | Paul Verd                             |           | agriculteur aux Josserands président du comité de libération d'Étoile de sept. 1944 à mai 1945 |
| 1947                                                                         | 1961                          | Adrien Marchal                        |           |                                                                                                |
| 1962 (élect. partielle ?)                                                    | 1965                          | Raoul Ducros                          |           |                                                                                                |
| 1965                                                                         | 1977                          | Pierre Verd                           |           |                                                                                                |
| 1977                                                                         | 1995                          | Maurice Maisonni                      |           |                                                                                                |
| 1995                                                                         | 2001                          | Claude Villemin                       |           |                                                                                                |
| 2001                                                                         | 2014                          | Sandro Duca                           | PS        | Suppléant du député Éric Besson (2002-2007)                                                    |
| 2014                                                                         | 2020                          | Françoise Chazal                      | UMP-LR    | employée conseillère départementale                                                            |
| 2020                                                                         | En cours (au 24 février 2021) | Françoise Chazal[source insuffisante] |           |                                                                                                |

### Rattachements administratifs et électoraux
La commune d’Étoile-sur-Rhône fait partie du Département de la Drôme, faisant lui-même parti de la Région Auvergne-Rhône-Alpes. Elle est membre de la Communauté d'agglomération Valence Romans Agglo. Elle fait aussi partie de l’Arrondissement de Valence. Pour ce qui est du découpage électoral, la ville fait partie de la Deuxième circonscription de la Drôme, ce qui fait de Lisette Pollet sa députée. Enfin, elle fait partie du Canton de Loriol-sur-Drôme pour les Élections départementales, ce qui fait de la Maire d’Étoile-sur-Rhône, Françoise Chazal, et de l’ancien Maire de Loriol-sur-Drôme et actuel Vice-président du Conseil départemental, Jacques Ladegaillerie les conseillers départementaux.

### Politique environnementale

#### Villes et villages fleuris
En 2014, la commune obtient le niveau « une fleur » au concours des villes et villages fleuris.

### Finances locales
Finances locales d'Étoile-sur-Rhône de 2000 à 2018.

### Jumelages
- Połaniec (Pologne) depuis 2004
- Viggiano (Italie)
- Vonitsa (Grèce) depuis 2004

## Population et société

### Démographie
L'évolution du nombre d'habitants est connue à travers les recensements de la population effectués dans la commune depuis 1793. Pour les communes de moins de 10 000 habitants, une enquête de recensement portant sur toute la population est réalisée tous les cinq ans, les populations de référence des années intermédiaires étant quant à elles estimées par interpolation ou extrapolation. Pour la commune, le premier recensement exhaustif entrant dans le cadre du nouveau dispositif a été réalisé en 2007.

En 2022, la commune comptait 5 497 habitants, en évolution de +1,57 % par rapport à 2016 (Drôme : +2,64 %, France hors Mayotte : +2,11 %).
| 1793  | 1800  | 1806  | 1821  | 1831  | 1836  | 1841  | 1846  | 1851  |
| ----- | ----- | ----- | ----- | ----- | ----- | ----- | ----- | ----- |
| 2 374 | 2 340 | 2 454 | 2 872 | 2 989 | 2 987 | 3 056 | 3 083 | 3 301 |

| 1856  | 1861  | 1866  | 1872  | 1876  | 1881  | 1886  | 1891  | 1896  |
| ----- | ----- | ----- | ----- | ----- | ----- | ----- | ----- | ----- |
| 3 118 | 3 107 | 3 104 | 3 048 | 3 138 | 3 002 | 3 048 | 2 894 | 2 852 |

| 1901  | 1906  | 1911  | 1921  | 1926  | 1931  | 1936  | 1946  | 1954  |
| ----- | ----- | ----- | ----- | ----- | ----- | ----- | ----- | ----- |
| 2 890 | 3 007 | 2 567 | 2 123 | 2 127 | 2 060 | 1 972 | 2 051 | 2 123 |

| 1962  | 1968  | 1975  | 1982  | 1990  | 1999  | 2006  | 2007  | 2012  |
| ----- | ----- | ----- | ----- | ----- | ----- | ----- | ----- | ----- |
| 2 133 | 2 268 | 2 559 | 2 897 | 3 504 | 4 054 | 4 418 | 4 471 | 5 024 |

| 2017  | 2022  | - | - | - | - | - | - | - |
| ----- | ----- | - | - | - | - | - | - | - |
| 5 478 | 5 497 | - | - | - | - | - | - | - |

### Services et équipements
- Services publics municipaux : crèches et garderie du Pôle Petite Enfance et Relais Assistantes Maternelles,

### Enseignement
Étoile-sur-Rhône relève de l'académie de Grenoble et compte plusieurs établissements scolaires :
- Écoles maternelles et primaires[réf. nécessaire].
- Les quatre écoles publiques et privée de la commune accueillent 550 élèves[réf. nécessaire].

### Action sociale
- Un « chéquier 3 étoiles » de 43 € est proposé depuis plusieurs années aux familles d'Étoile ayant des enfants scolarisés dans les écoles primaires de la commune. Ces chéquiers sont distribués lors de forums des associations[29].
- Le CMET (Contrat Municipal ETudiant) a pour but de rémunérer dix étudiants pour un certain nombre d'heures de travail pour la commune. Les étudiants doivent satisfaire à certaines conditions[30].
- La communauté Emmaüs dispose d'une antenne à Étoile-sur-Rhône[31].

### Manifestations culturelles et festivités
Principaux événements :
- Tournoi du 1er mai (football)[32]
- Feria le premier dimanche de juin (carnaval, festival de musique, animation taurine...)[33]
- Fête des illuminations début décembre Le maire déclenche les illuminations en compagnie du « maire des enfants » élu démocratiquement par les membres du « conseil municipal des enfants » (eux-mêmes élus par leurs camarades de classe)[34].

### Loisirs
- Les Clévos, cité des savoirs[35]
- Étoile Park 26, base de loisirs avec téléskis nautique, aquapark[36]...

### Sports
- Football[37]
- Handball[38]
- Rugby[39]
- Tennis[40]

### Médias
La commune est située sur l'aire de diffusion de Ici Drôme Ardèche, une radio publique également diffusée sur tout le territoire du département de la Drome et de l'Ardèche.

## Économie

### Agriculture
En 1992 : céréales, vignes, fruits, ovins, porcins.
- Un marché se tient le mercredi matin et le samedi matin[41].

### Industrie
La commune possède quatre zones industrielles: Blacheronde, Bosses, Basseaux et les Caires

### Tourisme
- Office du tourisme de Valence Romans Agglo[43]

## Culture locale et patrimoine

### Lieux et monuments
- Cité de plaine fortifiée : remparts, rues en escalier[17].
- La fontaine couverte (plus ancien monument d'Étoile). Elle alimente un lavoir public[réf. nécessaire].
- Ancienne porte (entrée du château de la Boisse) (IMH) et château de la Boisse[17].

Vestiges du château des Poitiers (château de la Boisse)[réf. nécessaire].
- Mesures à grains seigneuriales[17].
- Église Notre-Dame d'Étoile-sur-Rhône du XIIe siècle : ancienne prieurale romane Notre-Dame (MH) : trois nefs, chapiteaux historiés. La charte du XIIIe siècle est scellée au linteau[17].

Notre-Dame-d'Étoile, église datant de la fin du XIIe et XIIIe siècles. Plusieurs modifications gothiques puis modernes n'ont pas altéré l'impression d'homogénéité générale de l'édifice. À ces époques, les piliers furent retaillés, leurs angles largement biseauté, les portails furent repris, ainsi que certaines voûtes. L'élément le plus remarquable est son portail nord. Les structures extérieures ont été très reprises, mais six colonnes et chapiteaux romans subsistent, d'une sculpture assez riche. On voit à l'intérieur quelques traces de peinture du XIVe siècle[réf. nécessaire].
Fixée au portail nord, la Charte des Franchises stipule que le seigneur « de Poitier » baissera pour toujours les impôts[réf. nécessaire].
- Chapelle Saint-Marcellin[17]. Ancien prieuré dépendant du monastère de Saint-Chaffre, le prieur disposait du droit de nommer à la cure de la paroisse de l'Étoile. Des éléments archéologiques carolingiens ont été identifiés, mais l'édifice actuel daterait du XIIe siècle[44].
- La Porte Aiguière, ancienne porte médiévale de la ville[réf. nécessaire].
- Chapelle et hôpital[réf. nécessaire].
- Temple protestant[45].
- Le Pilori. Il servait à punir les malhonnêtes et les voleurs. On les montrait au public[réf. nécessaire].
- Cure[réf. nécessaire].
- Chapelle des Pénitents Blancs[réf. nécessaire].
- Château Saint-Ange[réf. nécessaire].
- Monument de la Fédération[réf. nécessaire].
- Mairie et ancienne mairie[réf. nécessaire].

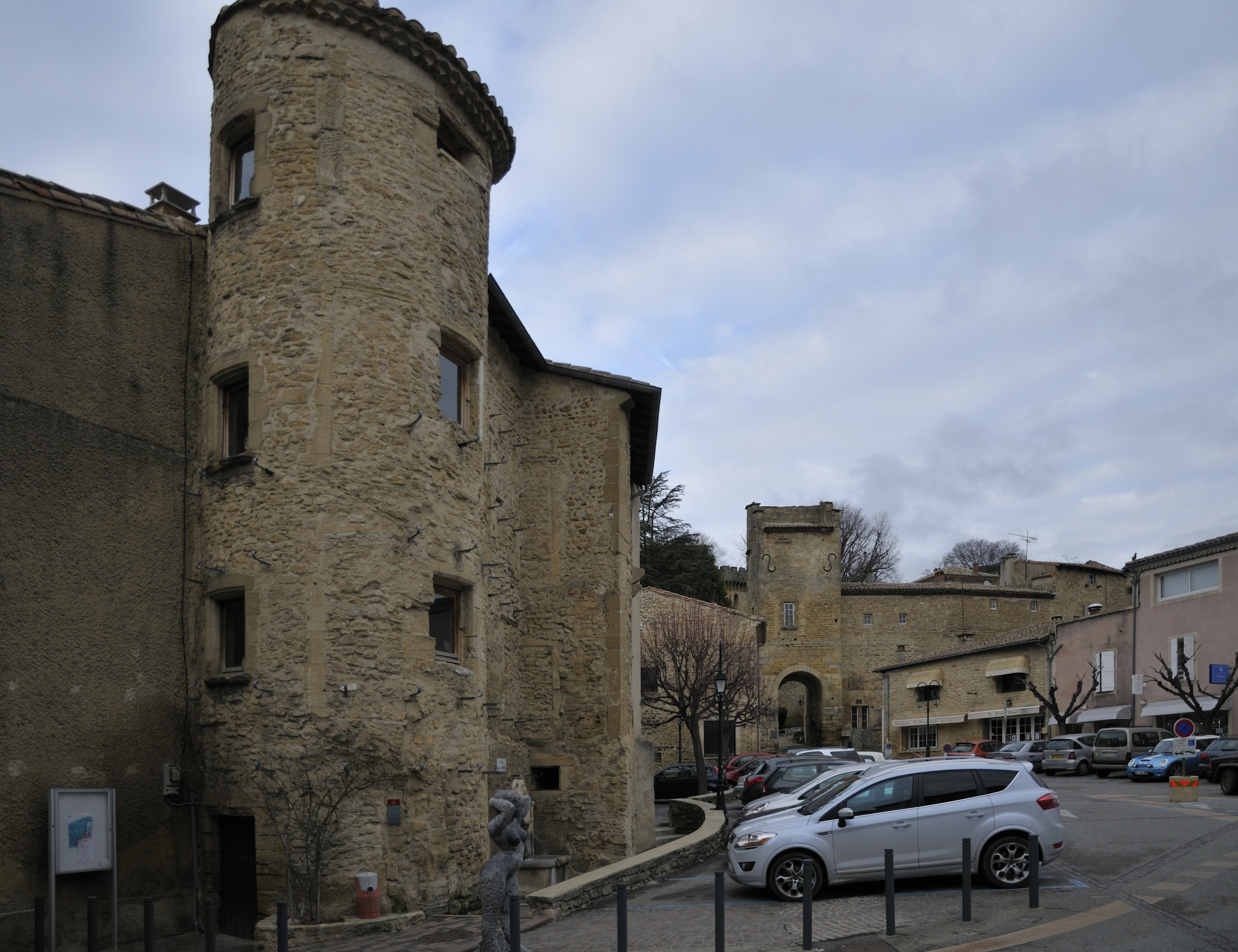
Tour Renaissance et porte du château.
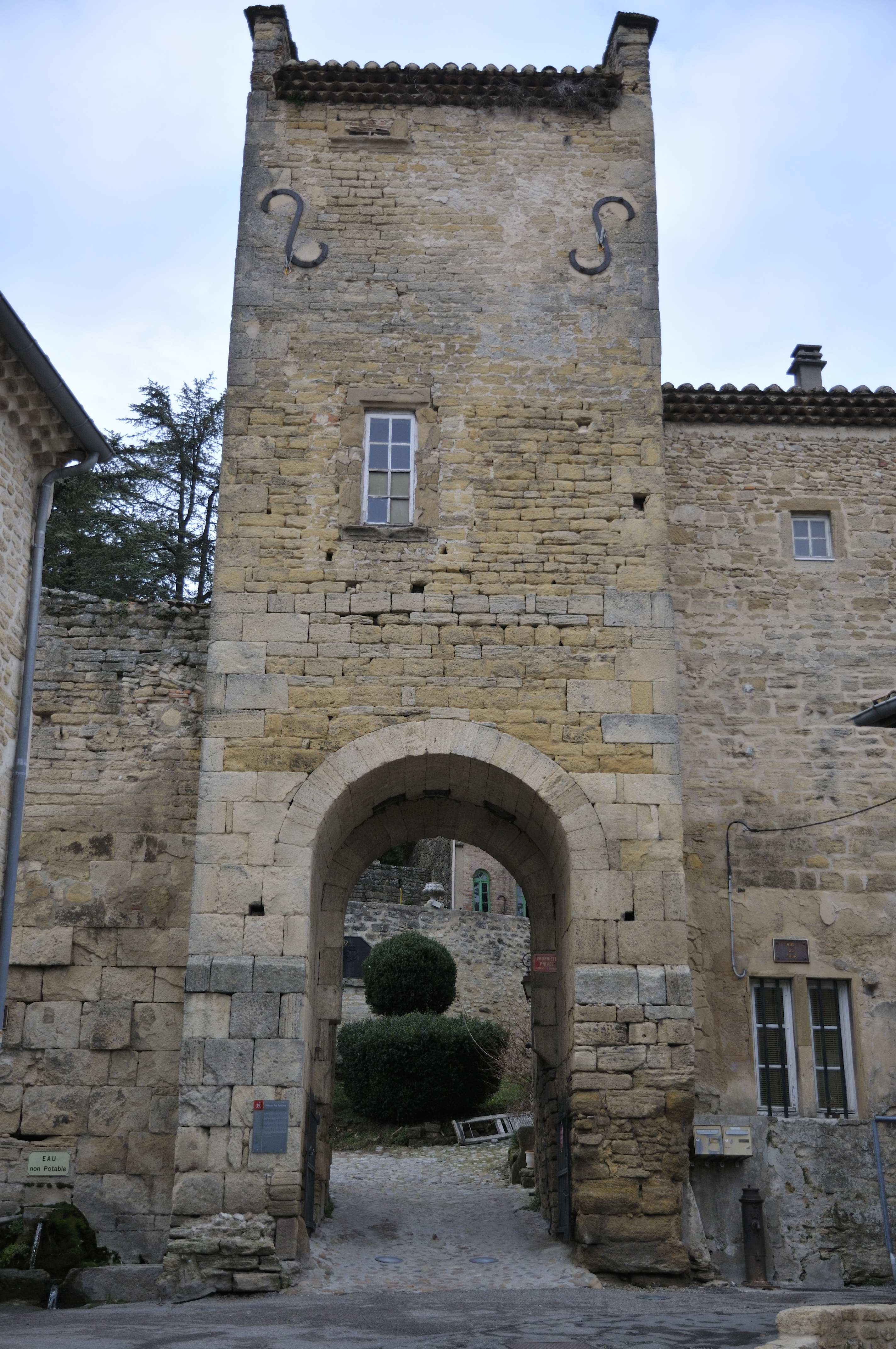
Porte du château des Poitiers.
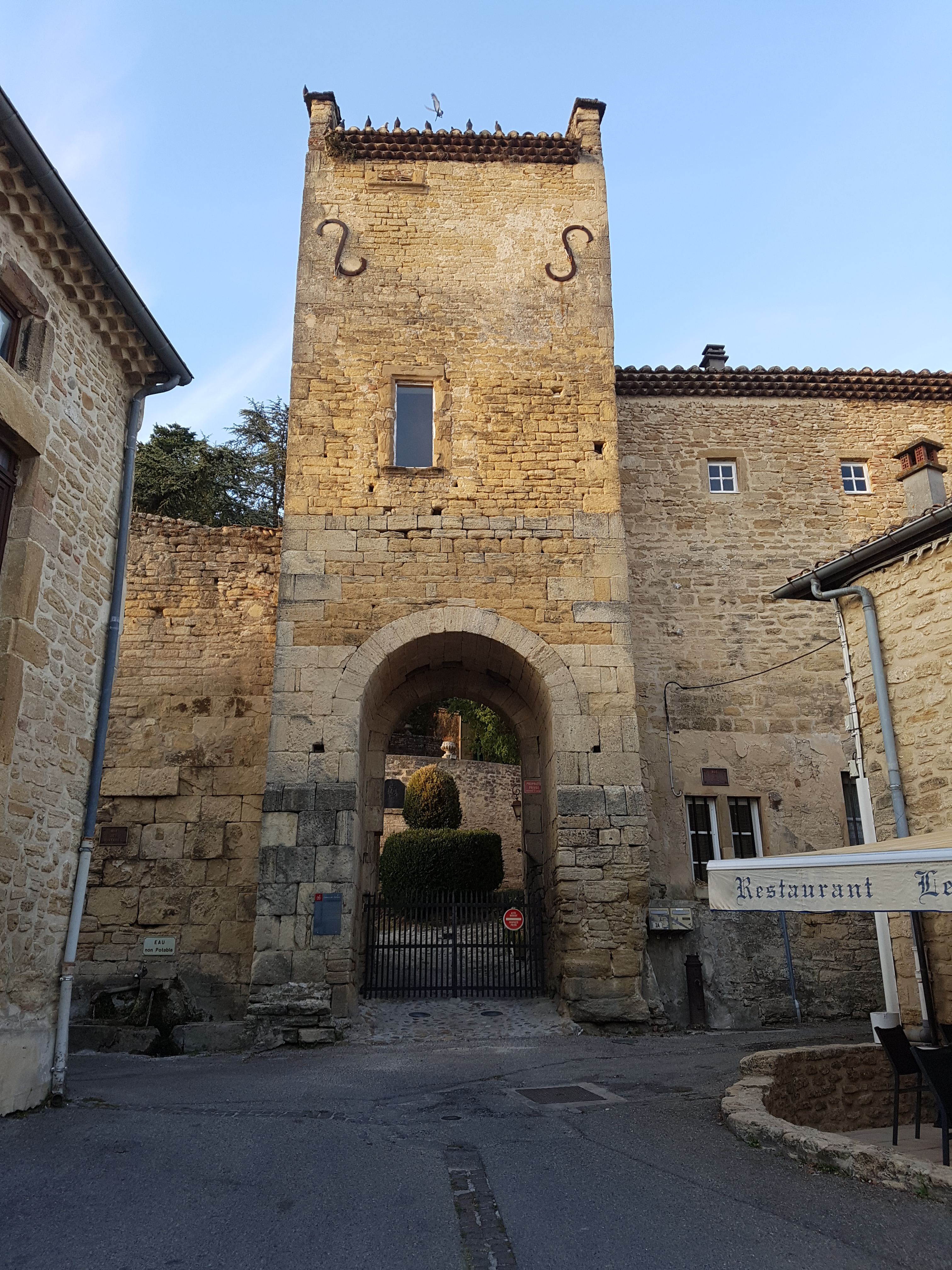
Porte fortifiée du château de La Boisse.
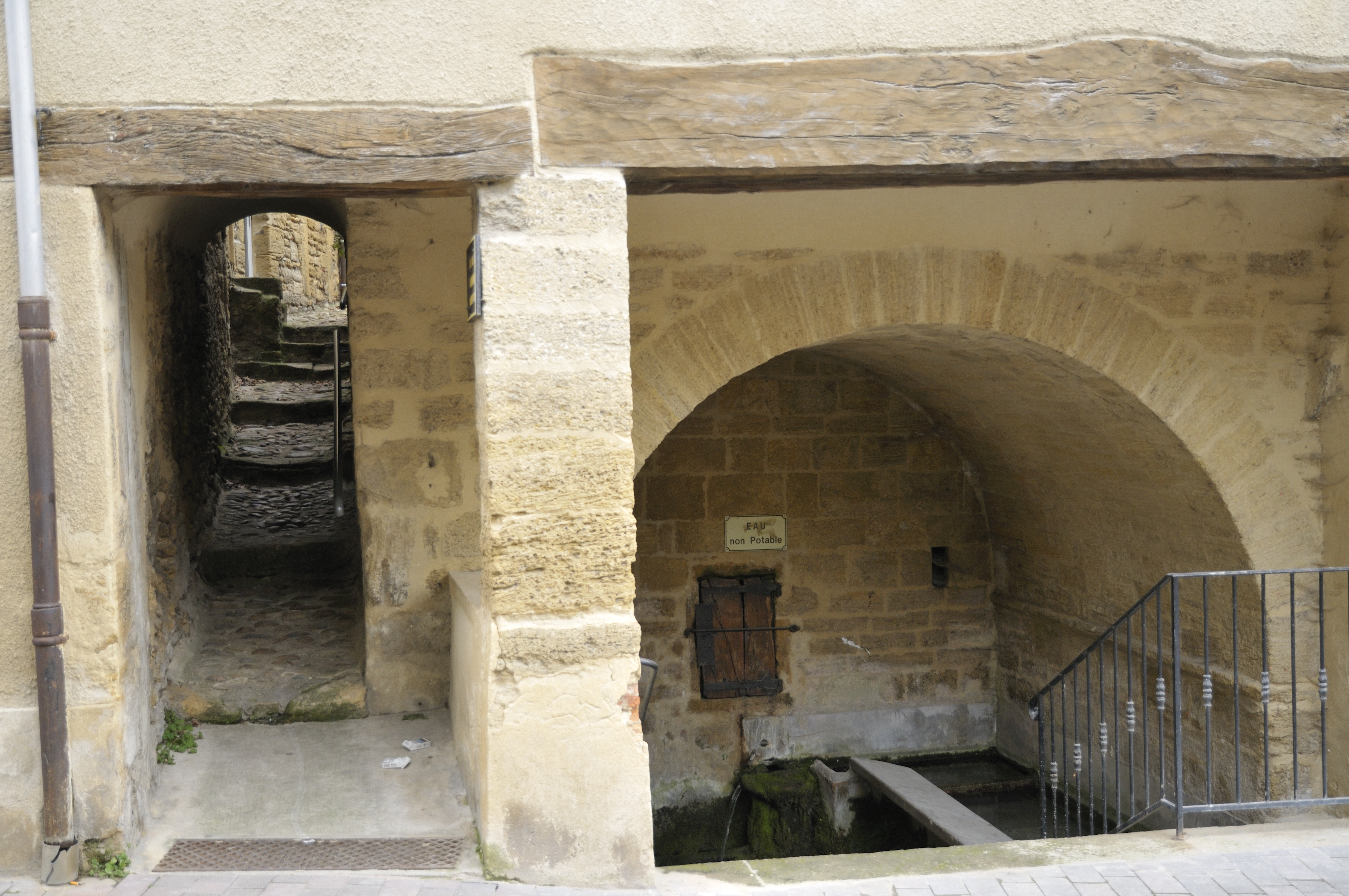
Fontaine couverte et lavoir.
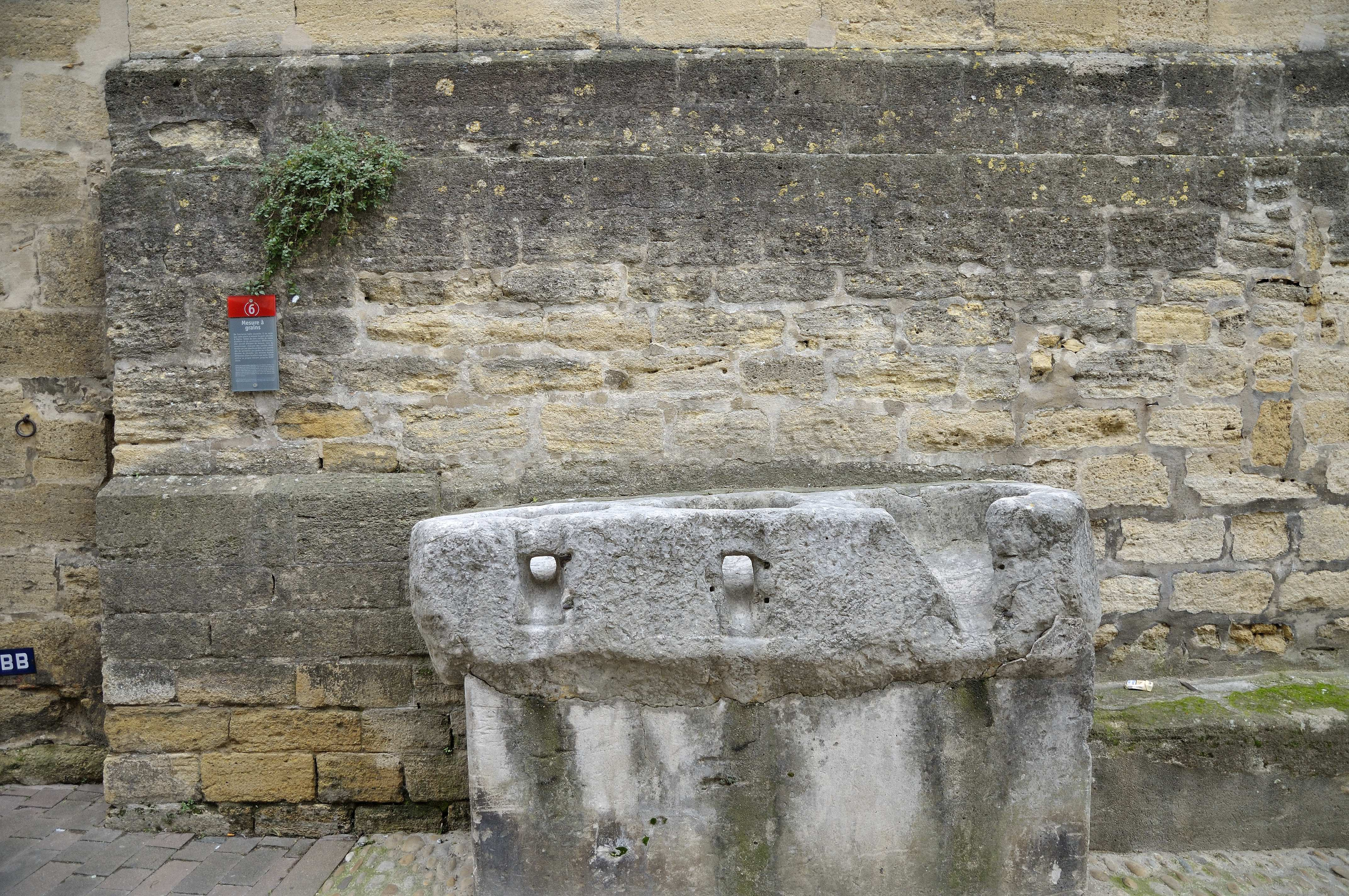
Ancienne mesure à blé.
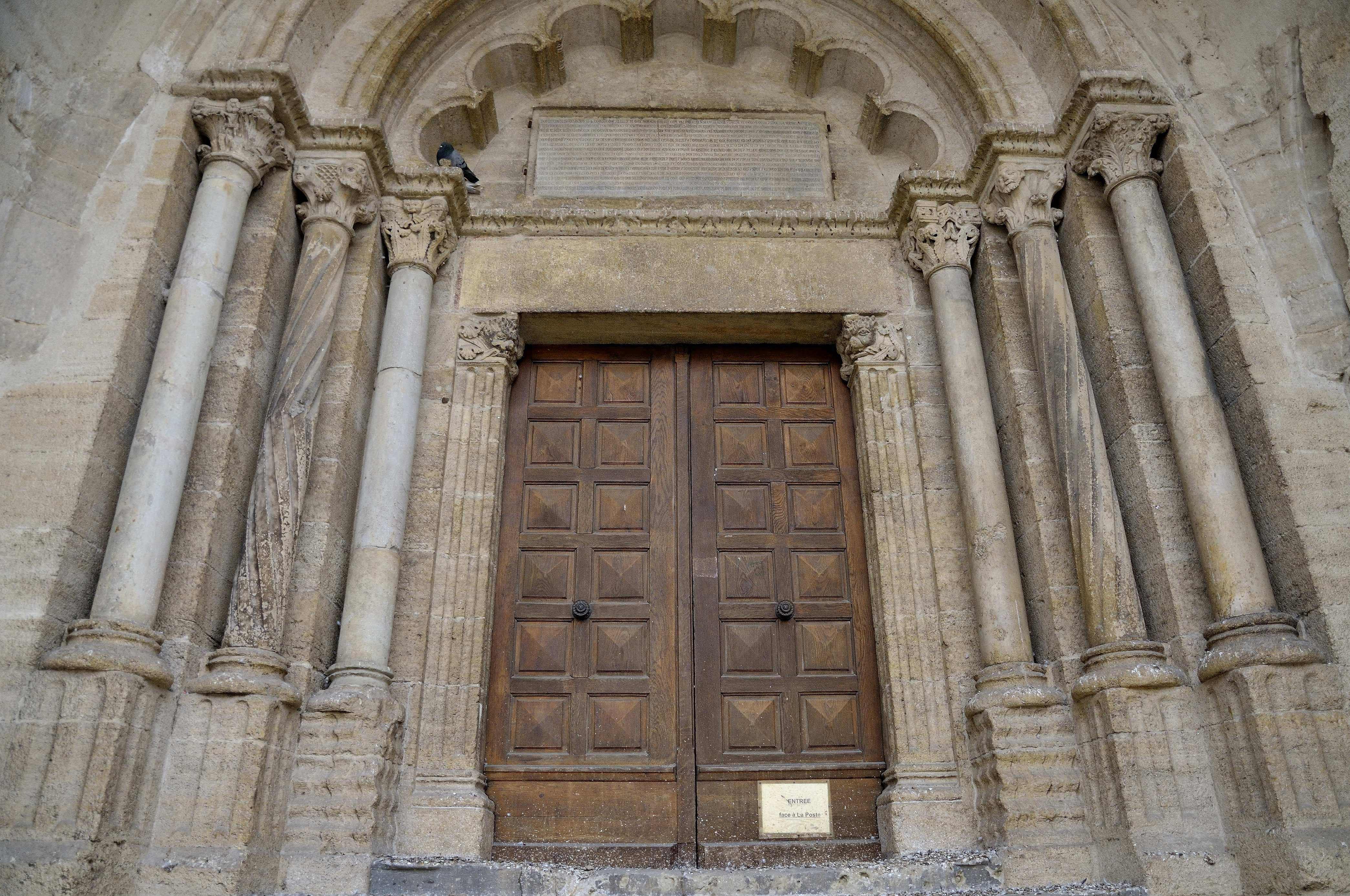
Église Notre-Dame-d'Étoile, XIIe et XIIIe siècles.
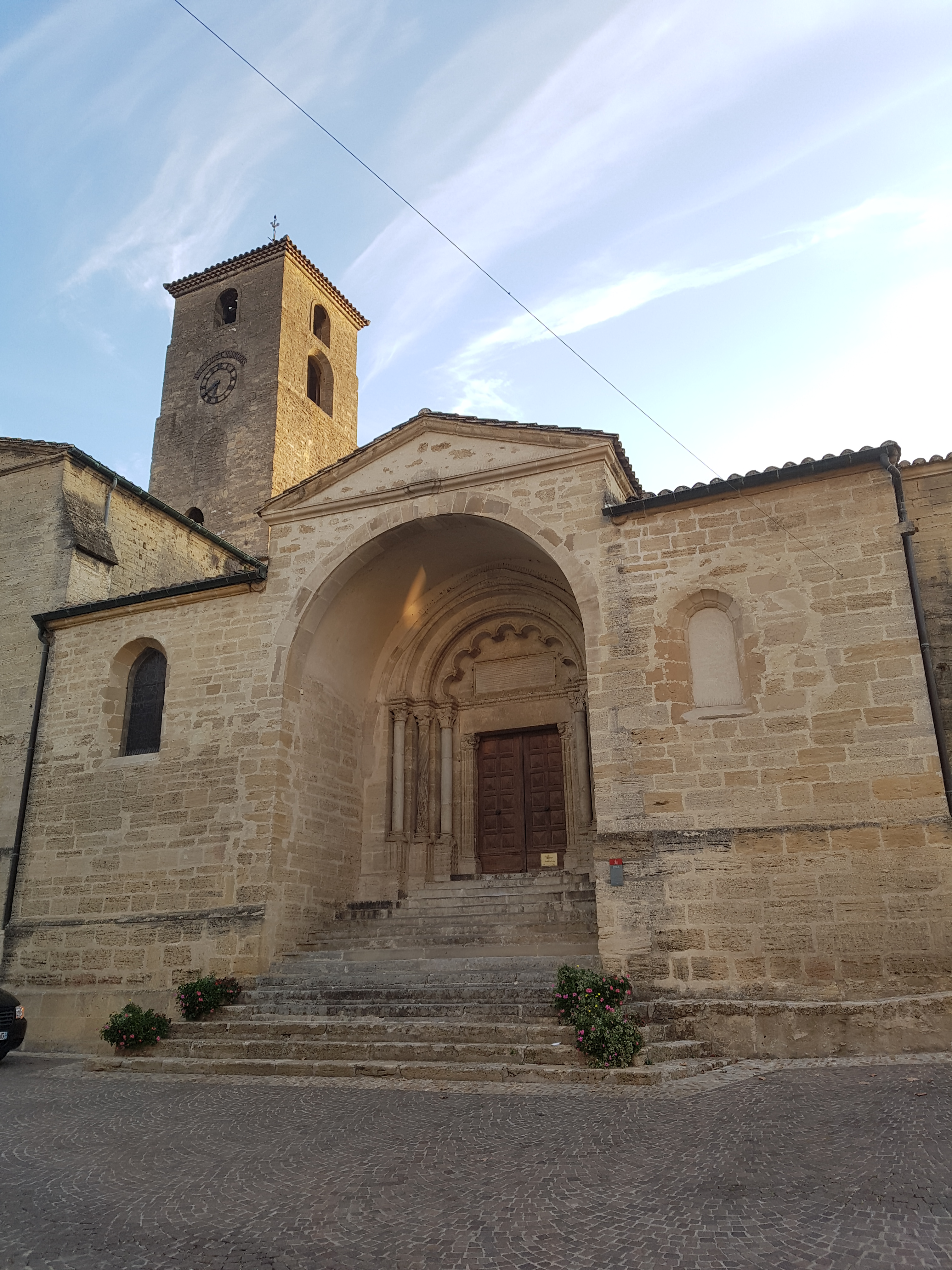
Église Notre-Dame-d'Étoile.

### Patrimoine naturel
- Une grotte (au pied sud du Serre de Peilles)[12].

### Personnalités liées à la commune
- Diane de Poitiers (née en 1499/1500, morte en 1566) : maîtresse du roi Henri II, duchesse de Valentinois[réf. nécessaire].
- Jacques-Antoine Dode (1716-1802), curé, homme politique né et décédé à Étoile, député du clergé aux états généraux de 1789.
- Alexandre-Louis de Fontbonne (né à Étoile en 1750, mort en 1796) : général de division de la Révolution française.
- Napoléon Bonaparte aurait séjourné à Étoile alors qu'il était lieutenant[réf. nécessaire].

### Héraldique, logotype et devise
|  | Étoile-sur-Rhône possède des armoiries dont l'origine et le blasonnement exact ne sont pas disponibles. |

La devise du village est Non Licet Omnibus.